# Малки срамни устни
Малките срамни устни, познати още като малки лабии, нимфи или вътрешни срамни устни (labium minus pudendi), представляват еластични вертикални гънки на кожата, намиращи се между големите срамни устни (labia majora pudendi) и отвора на влагалището.

## Анатомия
Напред всяка лабия се разделя на две крачета. Страничните крачета се сливат и образуват над клитора praeputium clitoridis. Медиалните крачета се прикрепват за долната повърхност на тялото на клитора и образуват неговата юздичка (frenulum clitoridis). Назад малките лабии преминават обикновено в големи или се съединяват със сърповидна връзка (frenulum labiorium minorum), която се къса при първото раждане.
Малките срамни устни са изградени от съединителна тъкан и малко гладкомускулни влакна. Предната и страничната част на малките устни обикновено са пигментирани, а вътрешната им страна е розова и влажна. По повърхността на малките лабии се намират отвърстията на големи мастни жлези.
Понякога малките срамни устни са много силно развити и се издават навън (хотентотски престилки). Благодарение на голямото количество вени малките срамни устни лесно елегират.
Големината и формата на малките срамни устни могат да варират при различните жени.

### Кръвоснабдяване
Кръвоснабдяването на малките срамни устни е обилно и се осъществява чрез вътрешната (на латински: a. pudenda interna) и външната срамна артерия (на латински: a. pudenda externa), а венозната кръв се оттича през вътрешната (на латински: v. pudenda interna) и външната срамна вена (на латински: v. pudenda externa).

### Инервация
Инервацията се извършва от половия нерв (на латински: n. pudendus) и хълбочно-слабинният нерв (на латински: n. ilioinguinalis).